# Aureilhan (Landas)
 Aureilhan  es una comuna y población de Francia, en la región de Aquitania, departamento de Landas, en el distrito de Mont-de-Marsan y cantón de Mimizan. Está integrada en la Communauté de communes de Mimizan .
Se encuentra en el Camino de Santiago, en la ruta de Soulac.

## Demografía
| 408 | 452 | 482 | 504 | 562 | 640 |
| Para los censos de 1962 a 1999 la población legal corresponde a la población sin duplicidades (Fuente: INSEE [Consultar]) |     |     |     |     |     |